# Demandafolk
Demandafolk fue un festival de música tradicional gratuito que se celebró anualmente en Tolbaños de Arriba, en la comarca de la Sierra de la Demanda, Burgos. Se autoproclamaba un festival no convencional ya que, con un cartel compuesto por importantes grupos del panorama de música tradicional español, la organización se asemejaba más a la de los festivales más masivos de pop/rock, ofreciendo zona de acampada, baños químicos-ecológicos, duchas y lavabos, aparcamiento y barras con comida y bebida.
Además de los conciertos musicales, Demandafolk también ofrecía otro tipo de actividades, como un mercado de artesanía, degustación de caldereta, cross, pasacalles, juegos tradicionales y actividades medioambientales e infantiles.
En el mes de marzo de cada año se realizaba una plantación, mejora de infraestructuras ambientales y limpieza en la zona para mitigar los efectos negativos sobre el medioambiente.
La primera edición tuvo lugar en 2007, y desde entonces se realizó anualmente, con un gran éxito de crítica y público. En octubre de 2013 se le concedió el primer premio de medioambiente de Burgos al ser un festival de música tradicional de bajo impacto ambiental, con actividades medioambientales complementarias que incluyen la recuperación de zonas de acampada y aparcamiento, la realización de plantaciones, el fomento de comportamientos ambientales respetuosos entre la población y la realización de exposiciones y talleres de semántica ambiental. La edición de 2021, debido a las restricciones originadas por la COVID-19 y teniendo como premisa la cautela y prevención de contagios, se celebró con aforos limitados en las pedanías del Valle de Valdelaguna y en Huerta de Arriba.
La edición de 2022 se suspendió debido a los incendios forestales y al riesgo de incendio.
Otros festivales similares, aunque de diferente relevancia, son algunos como el Pollogómez Folk (Villangómez, Burgos), el Madridfolk, Arrelats Folk (Valencia) o Festa da Carballeira (La Coruña).  
En 2024 se suspendió definitivamente.

## Localización
El festival se realiza en el campo de fútbol Las Vegas, situado en la carretera que va de Tolbaños de Arriba a Tolbaños de Abajo, a una altitud de más de 1200 metros.

## Ediciones

### 2007
Esta primera edición se celebró el día 4 de agosto, congregando a unas 2000 asistentes.
| 04/08/2007                 |
| -------------------------- |
| La Tolba                   |
| Mayalde                    |
| Los Condestables           |
| Hexacorde con Vanesa Muela |
| A Compañia do Ruido        |

### 2008
La segunda edición tuvo lugar los días 1 y 2 de agosto, con la asistencia de unas 4000 personas.
| 01/08/2008            | 02/08/2008        |
| --------------------- | ----------------- |
| El Cencerro Eléctrico | La Tolba          |
|                       | Zascandil         |
|                       | Tres Fan Ball     |
|                       | La Musgaña        |
|                       | Comando Cucaracha |

### 2009
Se celebró los días 31 de julio y 1 de agosto y contó con la participación de unas 3000 personas.
| 31/07/2009           | 01/08/2009      |
| -------------------- | --------------- |
| Os Diaples d'a Uerba | La Tolba        |
|                      | Abrojo          |
|                      | Keltiar Aldea   |
|                      | La Jambre       |
|                      | Os Chuchufellos |

### 2010
Se celebró los días 30 y 31 de julio, y tuvo una asistencia de unas 4000 personas.
| 30/07/2010 | 31/07/2010             |
| ---------- | ---------------------- |
| Zumbalé    | La Tolba               |
|            | El espíritu de Lúgubre |
|            | Eliseo Parra           |
|            | Divertimento Folk      |
|            | Bastards on Parade     |

### 2011
Se celebró los días 5, 6 y 7 de agosto y tuvo una asistencia de unas 6000 personas.
| 05/08/2011  | 06/08/2011                    | 07/08/2011          |
| ----------- | ----------------------------- | ------------------- |
| Gordobordón | La Tolba                      | Los Hermanos Cubero |
|             | Los Titiriteros de Binefar    |                     |
|             | Kepa Junquera con Diego Galaz |                     |
|             | Vallarna                      |                     |
|             | Tom Bombadil                  |                     |

### 2012
Se celebró los días 3, 4 y 5 de agosto y tuvo una asistencia de unas 5000 personas.
| 03/08/2012           | 04/08/2012                    | 05/08/2012      |
| -------------------- | ----------------------------- | --------------- |
| Os Diaples d’a Uerba | La Tolba                      | Sans d’Cabiella |
|                      | Biella Nuei y los Bufacalibos |                 |
|                      | Nuevo Mester de Juglaría      |                 |
|                      | Luar Na Lubre                 |                 |
|                      | The Fatty Farmers             |                 |

### 2013
Se celebró los días 2, 3 y 4 de agosto y tuvo una asistencia de unas 4500 personas.
| 02/08/2013           | 03/08/2013  | 04/08/2013          |
| -------------------- | ----------- | ------------------- |
| Cadavieco y Bárcenas | La Tolba    | El Efecto Verdolaga |
|                      | Fetén Fetén |                     |
|                      | Os Cempés   |                     |
|                      | Korrontzi   |                     |
|                      | La M.O.D.A. |                     |

### 2014
Se celebró los días 1, 2 y 3 de agosto y tuvo una asistencia de unas 4200 personas.
| 01/08/2014    | 02/08/2014          | 03/08/2014  |
| ------------- | ------------------- | ----------- |
| Alén de Ancos | La Tolba            | Cantoblanco |
|               | Ringorrango         |             |
|               | La Ronda de Boltaña |             |
|               | BOC                 |             |
|               | Sigelpa             |             |

### 2015
Se celebró los días 31 de julio, 1 y 2 de agosto y contó con la participación de unas 4000 personas.
| 31/07/2015    | 01/08/2015      | 02/08/2015   |
| ------------- | --------------- | ------------ |
| Pan de Capazo | La Tolba        | Irish Treble |
|               | Saltabardales   |              |
|               | El Naán         |              |
|               | Muyayos de Raíz |              |
|               | La troba Kun-Fú |              |

### 2016
Se celebró los días 5, 6 y 7 de agosto y contó con la participación de unas 7000 personas.
| 05/08/2016              | 06/08/2016        | 07/08/2016                 |
| ----------------------- | ----------------- | -------------------------- |
| Os Diaplerons d'o Lugar | La Tolba          | Los Titiriteros de Binefar |
|                         | Mayalde           |                            |
|                         | Korrontzi         |                            |
|                         | BOC               |                            |
|                         | Comando Cucaracha |                            |

### 2017
Se celebró los días 4, 5 y 6 de agosto y contó con la participación de unas 6500 personas.
| 04/08/2017        | 05/08/2017    | 06/08/2017  |
| ----------------- | ------------- | ----------- |
| Jambrina y Madrid | La Tolba      | Vegetal Jam |
| Iparfolk          | Vigüela       |             |
|                   | Lenda Ártabra |             |
|                   | Ana Alcaide   |             |
|                   | BandAdriatica |             |

### 2018
Se celebró los días 3, 4 y 5 de agosto y contó con la participación de unas 6000 personas.
| 03/08/2018     | 04/08/2018                           | 05/08/2018 |
| -------------- | ------------------------------------ | ---------- |
| Carlos Herrero | La Tolba                             | Zagala     |
| The Taverners  | Manuel Luna y la Cuadrilla Maquilera |            |
|                | Radio Cos                            |            |
|                | La Banda Morisca                     |            |
|                | Los Drunken Cowboys                  |            |

### 2019
Se celebró los días 2, 3 y 4 de agosto y contó con la participación de unas 6500 personas.
| 02/08/2019  | 03/08/2019                                        | 04/08/2019 |
| ----------- | ------------------------------------------------- | ---------- |
| Yesca       | La Tolba                                          | Obal       |
| Salón Bombé | Nuevo Mester de Juglaría                          |            |
|             | Entavía                                           |            |
|             | Gaizca Proyect (Ialma, Iñaki Plaza y Manu Sabaté) |            |
|             | Los Niños de los Ojos Rojos                       |            |

### 2020
No se celebró. Se aprovechó para dejar descansar el monte durante 2020 (En barbecho). Suspendido ante las consecuencias de la pandemia de la COVID-19.

### 2021
El Festival ‘Demandafolk’ se celebró «deslocalizado en el tiempo y en el espacio» del 26 de julio al 8 de agosto.
Contó con la participación de un millar de personas aproximadamente, repartidas con aforos limitados en diferentes conciertos y actividades, en las pedanías del Valle de Valdelaguna y en Huerta de Arriba (Burgos).
| 29/07/2021  | 30/07/2021 | 31/07/2021  | 04/08/2021 | 05/08/2021 | 06/08/2021 | 07/08/2021          |
| ----------- | ---------- | ----------- | ---------- | ---------- | ---------- | ------------------- |
| Castellanas | Ursaria    | Retahilando | Cámbaros   | Alicornio  | Neonymus   | Cuentos de Cartón   |
|             |            | Ringorrango |            |            |            | Los Hermanos Cubero |

### 2022
Cancelada la edición de 2022, por riesgo extremo de incendio.
Se mantienen las actividades del 1 al 4 de agosto, pensadas sobre todo para la gente de la Sierra y que no suponen riesgo para el entorno: formatos reducidos, inscripción previa, sin posibilidad de acampada o pernocta y en entornos urbanos.

### 2023
Cancelada la edición de 2023, por diferentes motivos.